# Les Frères Grimm
Pour les articles homonymes, voir Frères Grimm (homonymie).
Pour plus de détails, voir Fiche technique et Distribution.
Les Frères Grimm (The Brothers Grimm) est un film américano-britanniquo-tchèque réalisé par Terry Gilliam et sorti en 2005.
Il met en scène Matt Damon et Heath Ledger dans des versions fictionnelles des frères Grimm, Jacob et Wilhelm, qui vivent comme escrocs et voyagent en Europe durant le XIXe siècle.

## Synopsis
L'un croit aux contes et à la magie, l'autre a les pieds sur terre. Les deux frères Grimm, respectivement Jacob et Wilhelm, parcourent l'Europe alors en guerre en ce XIXe siècle. Ils sont ainsi à l'écoute de villageois terrorisés, jamais à court d'histoires extraordinaires. Ils leur proposent des remèdes tout aussi farfelus pour déjouer ces sortilèges, qui sont en fait des mises en scène qu'ils organisent avec l'aide de deux complices. Ces subterfuges leur permettent d'obtenir la gloire et la fortune, notamment après avoir vaincu une supposée sorcière à Karlstadt. Leur notoriété parvient aux oreilles du général français Delatombe, qui doit faire face dans sa propre circonscription à des événements étranges. Ce dernier les envoie dans le village de Marbaden escorté du maître des tortures, Mercurio Cavaldi. Les deux frères doivent retrouver et libérer des enfants disparus. Guidés par la sœur aînée de deux d'entre eux, la belle chasseresse Angelika Krauss, ils finissent par s'aventurer dans la forêt enchantée où ont eu lieu les disparitions. Ils iront jusqu'aux ruines envahies par la forêt d'un village maudit autrefois décimé par la peste et dominé par une immense tour sans accès.

## Fiche technique
- Titre français : Les Frères Grimm
- Titre original : The Brothers Grimm
- Réalisation : Terry Gilliam
- Scénario : Ehren Kruger
- Décors : Guy Dyas

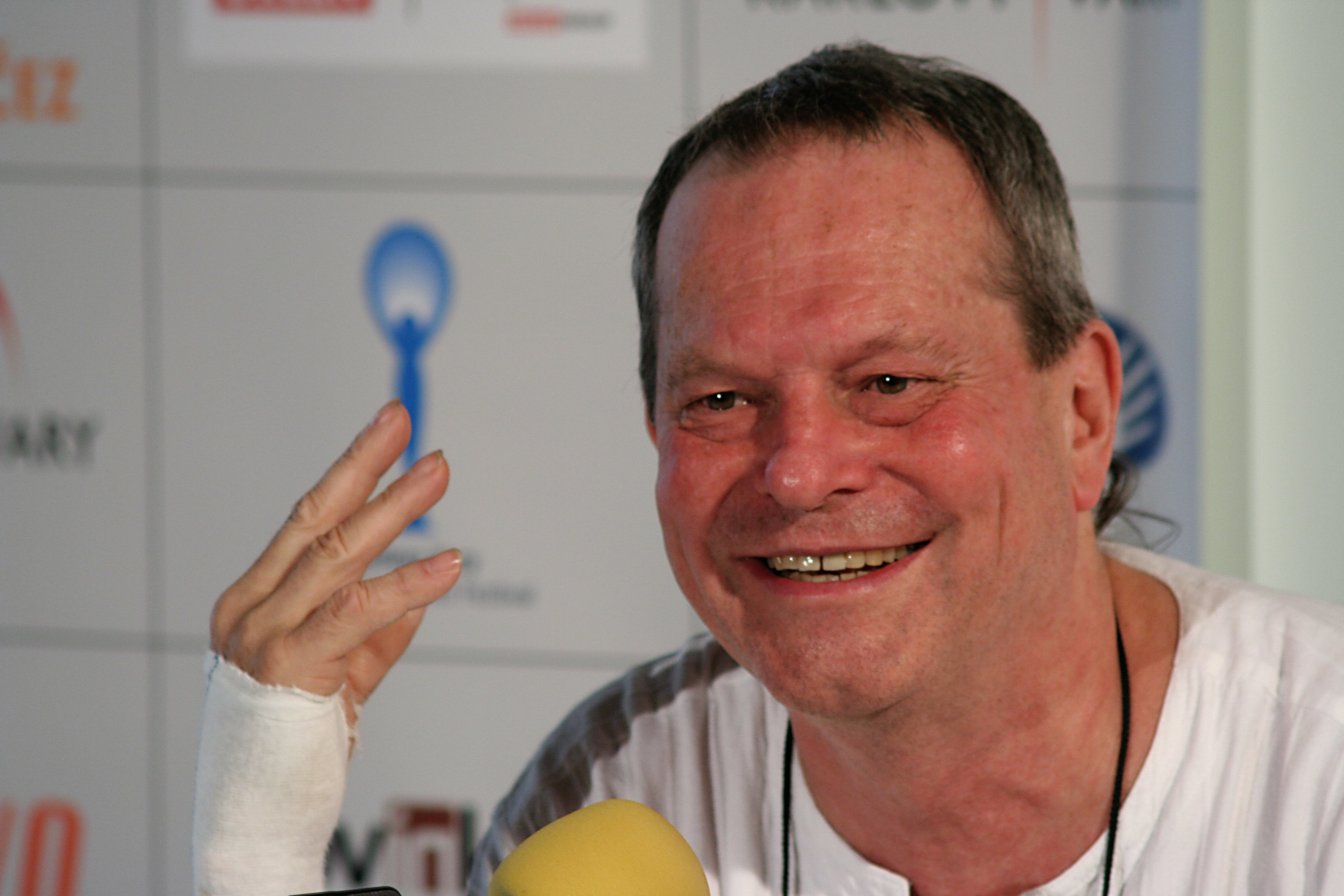
Le réalisateur Terry Gilliam au Karlovy Vary International Film Festival 2006.

- Costumes : Gabriella Pescucci et Carlo Poggioli
- Photographie : Newton Thomas Sigel
- Réalisation de seconde équipe : Michele Soavi
- Montage : Lesley Walker
- Musique : Dario Marianelli
- Production : Daniel Bobker, Charles Roven, Jake Myers, Michael Solinger, Bob Weinstein et Harvey Weinstein
- Sociétés de production : Dimension Films, Metro-Goldwyn-Mayer et Atlas Entertainment
- Distribution : Dimension Films (États-Unis), Metropolitan Filmexport (France), Kinepolis Film Distribution (Belgique)
- Budget : 88 millions de dollars
- Pays de production :  États-Unis,  Royaume-Uni et  République tchèque
- Langues originales : anglais, français, allemand et italien
- Format : Couleurs - 1,85:1 - DTS / Dolby Digital / SDDS - 35 mm
- Genre : aventures, fantasy
- Durée : 118 minutes
- Dates de sortie : 
  - États-Unis, Canada : 26 août 2005
  - France, Belgique : 5 octobre 2005
- Classification[1] :
  - États-Unis : PG-13 (déconseillé aux moins de 13 ans)
  - France : tous publics avec avertissement

## Distribution
- Matt Damon (VF : Damien Boisseau ; VQ : Gilbert Lachance) : Wilhelm Grimm
- Heath Ledger (VF : Philippe Valmont ; VQ : Frédéric Paquet) : Jacob Grimm
- Monica Bellucci (VF : elle-même ; VQ : Nathalie Coupal) : la reine au miroir
- Jonathan Pryce (VF : Jean-Luc Kayser ; VQ : Mario Desmarais) : le général Delatombe
- Lena Headey (VF : Véronique Volta ; VQ : Anne Bédard) : Angelika Krauss
- Peter Stormare (VF : Pierre Santini ; VQ : Benoit Rousseau) : Mercurio Cavaldi
- Mackenzie Crook (VF : Jean-Charles Delaume ; VQ : Stéphane Brulotte) : Hidlick
- Laura Greenwood (VF : Dorothée Pousséo) : Sasha
- Roger Ashton-Griffiths (VF : Hervé Jolly) : le maire
- Tomáš Hanák (VF : Richard Darbois) : le père d'Angelika
- Richard Ridings (VF : Claude Brosset ; VQ : Stéphane Rivard) : Bunst
- Barbara Lukesova : Mme Grimm
- Petr Ratimec : Wilhelm, enfant
- Jeremy Robson : Jacob, enfant
- Bruce McEwan : Dax

Sources et légende: Version française (VF) sur AlloDoublage Version québécoise (VQ) sur Doublage.qc.ca

## Production

### Genèse et développement
Le projet démarre par un script spéculatif d'Ehren Kruger. En février 2001, Metro-Goldwyn-Mayer en acquiert les droits. Summit Entertainment doit également cofinancer le film. En octobre 2002, Terry Gilliam entre en négociations pour réaliser le film. Il réécrit ensuite le script avec Tony Grisoni, avec lequel il a écrit Las Vegas Parano. Malgré leur contribution, les deux hommes ne sont pas crédités au générique, en raison des règles de la Writers Guild of America,.
Johnny Depp était le premier choix de Terry Gilliam pour incarner Wilhelm Grimm. Cependant, Harvey Weinstein refuse car il pense que l'acteur n'est alors pas assez connu du public. Matt Damon et Heath Ledger sont initialement engagés pour incarner respectivement Jacob Grimm et Wilhelm Grimm. Ils insisteront ensuite fortement auprès de la production pour échanger leurs rôles.
Robin Williams devait initialement apparaitre dans le film. En raison d'un conflit d'emploi du temps, il est remplacé par Tomáš Hanák. Uma Thurman a quant à elle refusé le rôle de la reine, finalement attribué à Monica Bellucci. 

### Tournage
Le tournage a lieu de juin à novembre 2003. Il se déroule en République tchèque à Prague (notamment dans les studios Barrandov), à Krivoklát et Ledeč nad Sázavou.
Le tournage est marqué par des tensions entre le réalisateur et les producteurs. Par ailleurs, le directeur de la photographie Nicola Pecorini est renvoyé en plein tournage par Bob Weinstein. Il sera remplacé par Newton Thomas Sigel.

### Post-production
En juin 2004, alors que le film est en plein montage, Terry Gilliam décide de stopper la postproduction en raison de nombreux conflits et divergences artistiques sur le montage avec le producteur Harvey Weinstein. Le cinéaste part alors tourner Tideland et revient ensuite sur le projet en janvier 2005.
Terry Gilliam voulait initialement Goran Bregović pour la musique du film. Finalement, un style plus traditionnel est adopté et Dario Marianelli est engagé.

## Sortie et accueil

### Date de sortie
La sortie du film en salles était initialement prévue en novembre 2004. Sa sortie américaine fut finalement repoussée au 26 août 2005 en raison des reports liés notamment aux conflits entre Terry Gilliam et le producteur Harvey Weinstein à propos du final cut. Le cinéaste déclarera plus tard : « Ce n'est pas le film qu'ils voulaient et ce n'est pas tout à fait le film que je voulais. C'est le film qui est le résultat de deux groupes de personnes, qui ne travaillent pas bien ensemble. » Terry Gilliam évoquera aussi la relation similaire entre Martin Scorsese et les frères Weinstein lors du tournage de Gangs of New York (2002) : « Marty [Scorsese] a dit presque exactement la même phrase que j'ai dite, sans que nous le sachions : “Ils ont retiré la joie du cinéma”. »

### Critique
Il a été diversement accueilli par la critique anglophone, recueillant 37 % de critiques positives, avec une note moyenne de 5,1⁄10 et sur la base de 177 critiques collectées, sur le site internet Rotten Tomatoes. Il obtient un score de 51⁄100 sur la base de 36 critiques sur Metacritic.
En France, le film a été mieux accueilli, obtenant une note moyenne de 3.44⁄5 sur la revue de presse d'Allociné. Le Nouvel Observateur évoque « un film féerique et macabre, au casting impeccable », Le Figaroscope « une flamboyante fantasmagorie visuelle aux effets spéciaux spectaculaires », Positif un « film infiniment personnel et souvent séduisant », et Télé 7 Jours un mariage entre « le frisson du fantastique, l'humour de la farce et le merveilleux du conte de fées ». Libération parle d'un film généreux mais « lourd à digérer » et qui veut jouer sur trop de tableaux à la fois, L'Écran fantastique d'un film qui « manque de profondeur » mais bénéficie « des habituels dons d'illustrateur de son réalisateur », et Paris Match d'une « loufoquerie désordonnée, mais traversée de moments magiques ». Du côté des critiques négatives, Les Inrockuptibles estime que le film « ne vaut que pour la présence de Matt Damon » et L'Humanité qu'il est « beau mais vide ».

### Box-office
Le film n'est pas un grand succès commercial, rapportant 105 316 267 $ au box-office (dont 37 916 267 $ aux États-Unis). Il a réalisé 1 487 506 entrées en France, 176 111 en Belgique, 75 509 en Suisse et 36 666 au Québec.
| Pays ou région | Box-office        | Date d'arrêt du box-office | Nombre de semaines |
| -------------- | ----------------- | -------------------------- | ------------------ |
| États-Unis     | 37 916 267 $      | 20 octobre 2005            | 8                  |
| France         | 1 487 506 entrées | -                          | 13                 |
| Total mondial  | 105 316 267 $     | -                          | -                  |

## Distinctions
- Le film a concouru pour le Lion d'or à la Mostra de Venise en 2005.